# Kocurów-Koleby
Kocurów-Koleby – dzielnica Żywca położona w południowo-wschodniej części miasta.

## Położenie
Dzielnica znajduje się w południowo-wschodniej części miasta u podnóży wzgórza Łyska. Kocurów-Koleby sąsiaduje:
- od północy – z dzielnicą Moszczanica[3]
- od południa – z dzielnicą Sporysz[3] i wsią Świnna[4]
- od wschodu – z wsiami Rychwałd i Rychwałdek[4]
- od zachodu – z dzielnicą Śródmieście[3]

## Historia

### Kocurów
Według „Dziejopisu Żywieckiego” Andrzeja Komonieckiego nazwa Kocurów pochodzi od mieszkającego tam chłopa nazywanego Koczurem.
Kocurów stanowił przysiółek Moszczanicy. Według Pierwszego Powszechnego Spisu Ludności z 1921 liczył 391 mieszkańców. Wszyscy byli wyznania rzymskokatolickiego. 390 osób zadeklarowało narodowość polską, a 1 – żydowską.
W 1933 na terenie osady została wybudowana rzymskokatolicka kaplica Matki Boskiej Nieustającej Pomocy. Wcześniej nabożeństwa majowe oraz modlitwy różańcowe odbywały się wewnątrz lub obok znajdującej się na tym miejscu drewnianej dzwonnicy.
Do 1 sierpnia 1934 przysiółek Kocurów należał do jednowioskowej gminy Moszczanica. Wówczas został przyłączony wraz z cała wsią do gminy zbiorowej Sporysz.
W Kocurowie działała czteroletnia szkoła powszechna, której siedzibę stanowił niewielki drewniany budynek, wybudowany przez mieszkańców osady (współcześnie ul. Kocurowska 61). Posiadał on jedną izbę lekcyjną oraz drugie pomieszczenie, przeznaczone do prowadzenia zajęć wychowania fizycznego, wykorzystywane również jako klub młodzieżowy. Nauka prowadzona była przez jednego nauczyciela i odbywała się w systemie dwuzmianowym, zajęcia były przeprowadzane w sposób łączony dla dwóch roczników jednocześnie. Obiekt mieścił w późniejszym okresie siedzibę koła gospodyń wiejskich oraz klubu środowiskowego.
Kocurów odłączył się od Moszczanicy jako samodzielna jednostka administracyjna (gromada w gminie Sporysz) 15 marca 1949, jednak w takiej formie funkcjonował zaledwie przez 8,5 miesiąca – do 31 grudnia 1949. 1 stycznia 1951 został włączony w granice administracyjne Żywca. W momencie przyłączenia Kocurowa do miasta na obszarze osady znajdowało się 95 budynków oraz około 300 ha ziemi. Nie istniała tam żadna infrastruktura komunalna i drogi, a ponadto nie była doprowadzona sieć energetyczna.

### Koleby

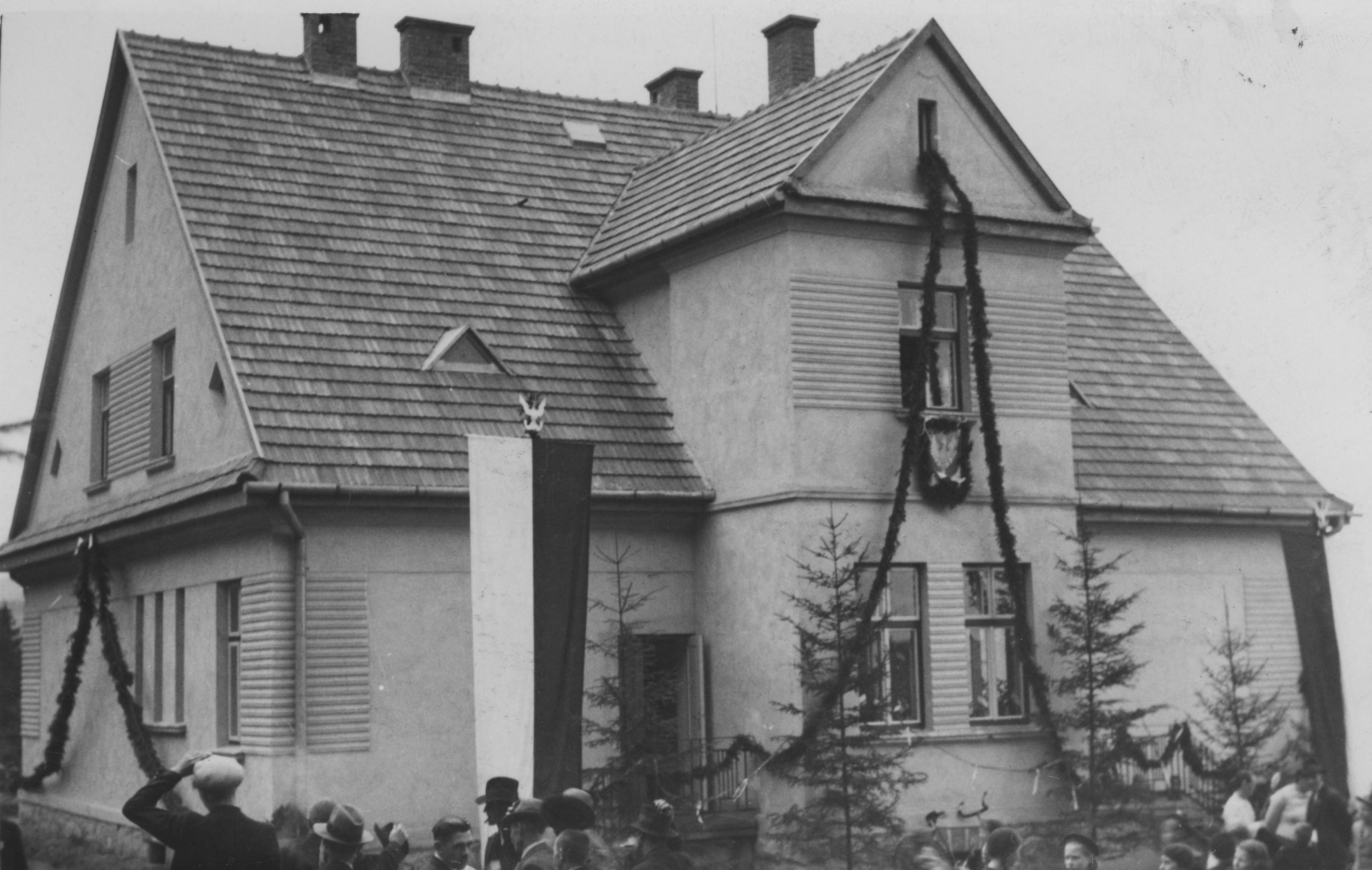
Uroczystość otwarcia nowego budynku szkoły w Kolebach w 1938

W połowie XVI wieku w wyniku prawie całkowitego wycięcia lasu miejskiego Kabat, Jan Komorowski przydzielił Żywcowi las Łyska razem z polem Okle, włączając ten obszar w jego granice. Założone tu zostały później miejskie pastwiska i pola uprawne, a następnie na ich terenie wytworzyła się osada Koleby. 
Obszar Koleb podzielony był administracyjnie na część należącą do miasta Żywiec oraz do Sporysza (Pierwogóra). W sporyskiej części osady w 1922 powstała czteroletnia szkoła powszechna z siedzibą w budynku pod adresem Sporysz 305 (współcześnie ul. Pierwogóra 6). Stanowisko jej dyrektora pełnił do 1935 Wenancjusz Zych. 
W 1938 na terenie Koleb został otwarty nowy budynek szkoły, który wzniesiony został na działce zlokalizowanej na zboczu Łyski i przekazanej na ten cel przez Akademię Umiejętności. Działająca w nim placówka funkcjonowała początkowo jako Szkoła Podstawowa nr 3, a później jako Szkoła Podstawowa nr 4 w Żywcu. 15 sierpnia 1960 ukończona została rozbudowa obiektu.
W 2012 władze miejskie podjęły decyzję o wygaszeniu miejscowej szkoły podstawowej, do czego doszło w 2013. W 2017 jej dawna siedziba została zakupiona przez Fundację św. Królowej Jadwigi, prowadzące sieć szkół działających w oparciu o metodę Montessori, która otworzyła tam niepubliczną placówkę szkolną.

## Edukacja

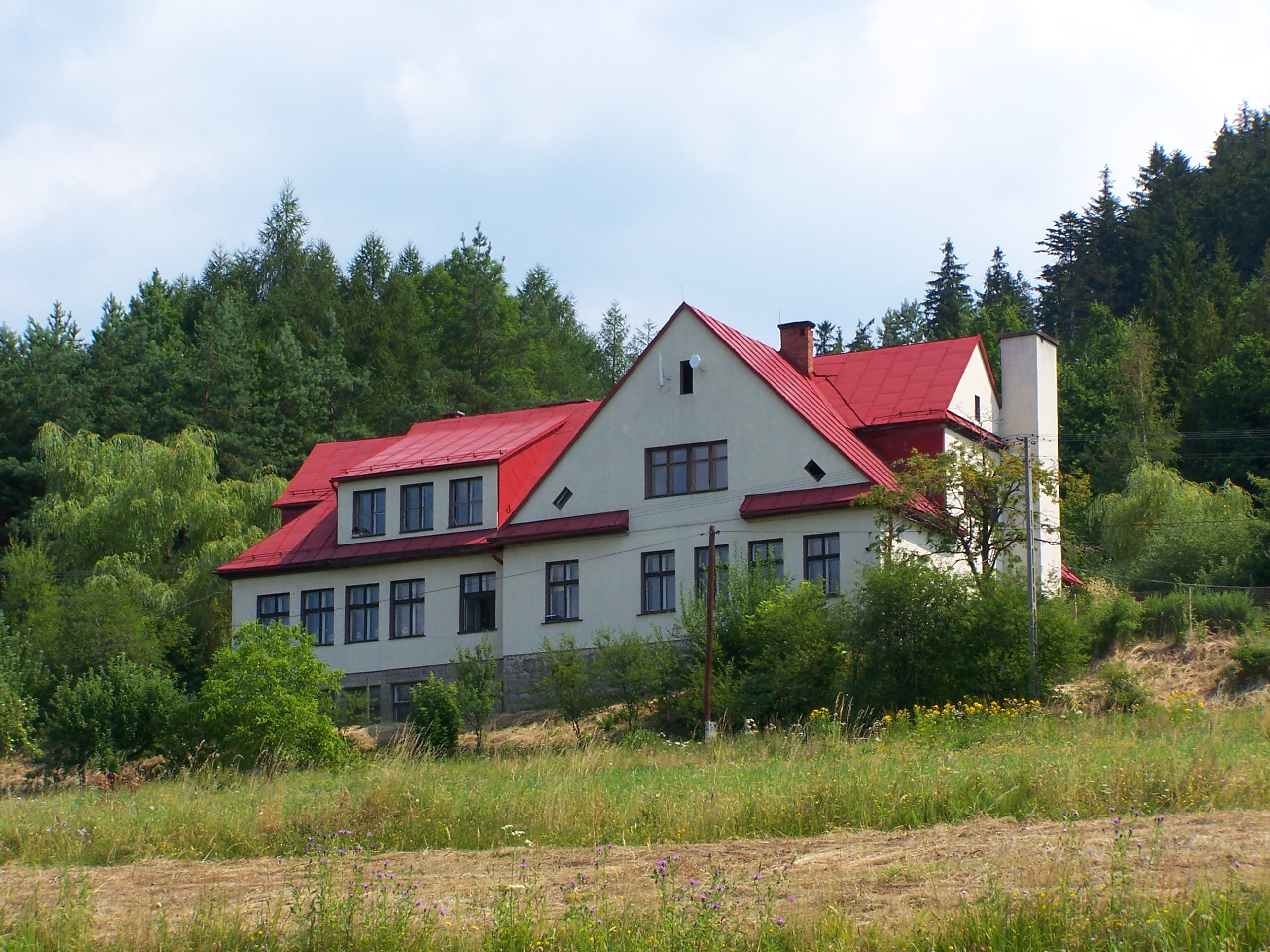
Niepubliczna Szkoła Podstawowa Fundacji Królowej Świętej Jadwigi

- Niepubliczna Szkoła Podstawowa Fundacji Królowej Świętej Jadwigi w Kolebach – prowadzi działalność w dawnym budynku nieistniejącej Szkoły Podstawowej nr 4 przy ul. Pod Łyską 36[9][19][17].

## Turystyka
Przez teren Kocurów-Koleb przebiegają następujące szlaki turystyczne:
- „Szlak Wyzwolenia Żywca”: Sporysz – Moszczanica – Żywiec[20]
- „Szlak Spacerowy na Łyskę”: Konkatedra Narodzenia Najświętszej Maryi Panny – Park – Sporysz – Koleby – Łyska – Kocurów – ul. Góra Burgałowska – ul. Powstańców Śląskich – ul. Komonieckiego – Rynek – Konkatedra Narodzenia Najświętszej Maryi Panny[21]

## Religia
- Kościół rzymskokatolicki:

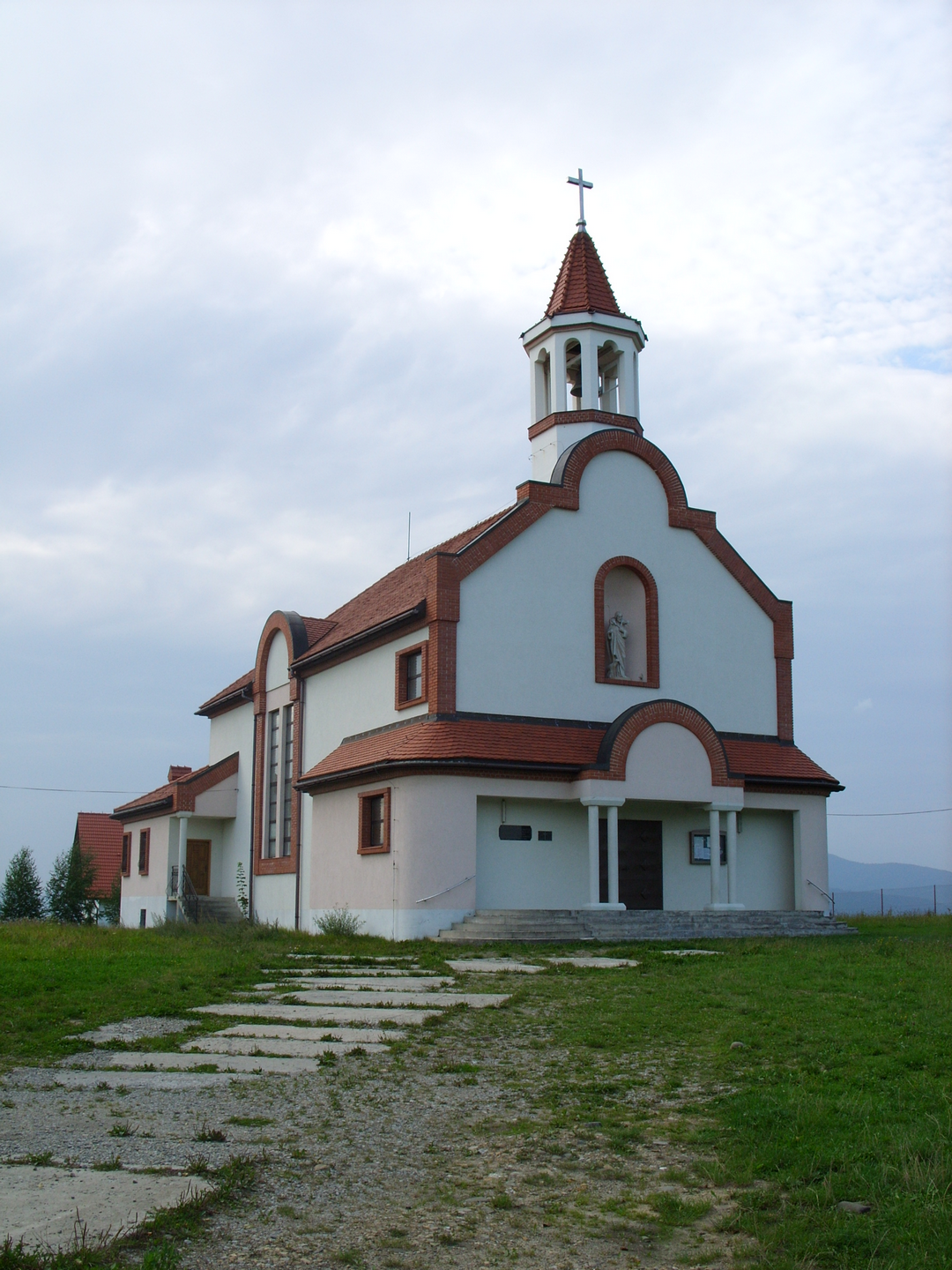
Kościół Matki Boskiej Nieustającej Pomocy

  - Kościół Matki Boskiej Nieustającej Pomocy – świątynia filialna należąca do parafii Narodzenia Najświętszej Marii Panny w Śródmieściu[22]
  - Kaplica Matki Boskiej Nieustającej Pomocy[7]

## Komunikacja

### Transport drogowy
Status drogi powiatowej na terenie dzielnicy posiada ul. Partyzantów, łącząca ją ze Sporyszem.

### Komunikacja miejska
Do Kocurowa-Koleb dojechać można autobusami komunikacji miejskiej linii 12 i 15, kursującymi ul. Partyzantów i Kocurowską. Obsługują one trzy przystanki na terenie dzielnicy („Las”, „Kocurów Kaplica” i „Kocurów I”) oraz pętlę o nazwie „Kocurów”, zlokalizowaną przy ul. Kocurowskiej.
Dojazd do północnych krańców dzielnicy umożliwiają również autobusy linii 7 i 14, przejeżdżające ul. Andrzeja Komonieckiego i Moszczanicką, zatrzymujące się na przystankach „Cmentarz Żołnierzy Radzieckich” oraz „Technikum”.